# Magela uptoni
Magela uptoni là một loài bọ cánh cứng trong họ Tenebrionidae. Loài này được Medvedev & Lawrence miêu tả khoa học năm 1986.